# Chołopowszczyzna
Chołopowszczyzna (biał. Халопаўшчына; ros. Холоповщина) – chutor na Białorusi, w obwodzie witebskim, w rejonie szarkowszczyńskim, w sielsowiecie Stanisławowo.

## Historia
W czasach zaborów w gminie Postawy, w powiecie dzisieńskim, w guberni wileńskiej Imperium Rosyjskiego.
W dwudziestoleciu międzywojennym wieś leżała w Polsce, w województwie wileńskim, w powiecie duniłowickim, od 1926 w powiecie dziśnieńskim, w gminie Postawy, a następnie w gminie Woropajewo.
Według Powszechnego Spisu Ludności z 1921 roku zamieszkiwało tu 28 osób, wszystkie były wyznania prawosławnego i zadeklarowały białoruską przynależność narodową. Było tu 6 budynków mieszkalnych. W 1931 w 7 domach zamieszkiwało 35 osób.
Wierni należeli do parafii rzymskokatolickiej w Drozdowszczyźnie i prawosławnej w Rymkach. Miejscowość podlegała pod Sąd Grodzki w Postawach i Okręgowy w Wilnie; właściwy urząd pocztowy mieścił się w Woropajewie.
Po agresji ZSRR na Polskę w 1939 roku wieś znalazła się w granicach BSRR. W latach 1941–1944 była pod okupacją niemiecką. Następnie leżała w BSRR. Do 1962 wchodziła w skład sielsowietu Żukowszczyzna. Od 1991 roku w Republice Białorusi.